# Odeon-Walzer
Odeon-Walzer, är en postum vals (den tredje av fyra) utan opustal av Johann Strauss den yngre. Den spelades första gången den 16 november 1901 i Theater an der Wien i Wien.

## Bakgrund
Sent på hösten 1901, ungefär arton månader efter Johann Strauss död, planerade förlaget Josef Weinberger i Leipzig att ge ut ett dittills okänt musikstycke av valskungen. Titeln var Jung-Wien med undertiteln "Nachgelassener Walzer Nr. 3" (Postum vals nr 3).Valsen hade antingen fått sitt titel av förläggaren eller, mer troligt, av teaterkollektivet "Jung-Wiener Theater zum lieben Augustin". Denna samling av unga teatermänniskor var en skapelse av författaren Felix Salten. Bildandet av Jung-Wiener Theater var ett direkt svar av Wiens musiker och författare på den Berlin-baserade kabarén Bunte Theater, mer känd som Überbrettl, som hade öppnats i Berlin den 18 januari 1901 av Ernst von Wolzogen och Oscar Straus. 

## Historia
Salten öppnade sin Jung-Wiener Theater i den renoverade teatern Theater an der Wien lördagen den 16 november 1901. Premiären utlovade det första framförande av en "fullt orkestrerad vals upptäckt bland Johann Strauss efterlämnade papper", lämpligt nog kallad Jung-Wien. Tidningen Illustriertes Wiener Extrablatt beskrev verket som "maestrons sista danskomposition", medan Fremden-Blatt (17 november 1901) rubricerade den som ett verk "från graven... en vals från andra sidan". Reportern från Wiener Zeitung refererade helt enkelt till "en vals från Johann Strauss dödsbo", vilken följdes av Ahasver, "ett charmerande franskt skuggspel" och det första framförandet i Wien av Charles Gounods Begravningsmarsch för en marionett (1873).
Det är oklart om Weinberger verkligen gav ut klaverutdraget av Jung-Wien till allmän försäljning. För ovanlighetens skull annonserade de inte i tidningarna om det nya verket. Enär åtminstone en upplaga av Weinbergers utgåva av valsen existerar kan det vara en kopia. Det är möjligt att förlaget tappade intresset för valsen när Jung-Wiener Theater misslyckades med att fånga publikens intresse. Det finns en obetitlad orkestral kopia av valsen i Wiener Stadt- und Landesbibliothek. Denna kopia är inbunden tillsammans med de övriga tre postuma Straussvalserna: Abschieds-Walzer, Ischler Walzer och Nachgelassener Walzer Nr. 4. Alla fyra styckena är handskrivna av Adolf Müller junior (1839-1901), som arrangerade musiken till den postuma pastischoperetten Wiener Blut (1899). Antagligen gav Strauss änka Adèle makens skisser och efterlämnade noter till Müller för att denne skulle förbereda de fyra valserna. I slutet av den tredje valsen skrev han slutdatumet, 23 april 1901.
Nästan sju år efter att Müller slutfört arbetet på Jung-Wien annonserades det i tidningarna om en "Konsertakademi" som skulle äga rum den 26 januari 1908 i Ronachers nöjesetablissemang. Tonkünstler Orchester skulle spela under ledning av Carl Michael Ziehrer och det utlovades bland annat: "Johann Strauss kommer att framföras med premiären av 'Odeon-Walzer'". Fremden-Blatt skrev: "En ny vals från Johann Strauss dödsbo, 'Odeon-Walzer', framfördes idag. Verket är utgivet för piano, för stor liten och salongsorkester av Josef Weinbergers förlag". Inga recensioner verkar ha skrivits om konserten den 26 januari 1908, men månaden därpå framfördes valsen igen. Redan 1902 hade
prinsessan Rosa Croy-Sternberg (1836–1918) bildat en kommitté för att samla in pengar till att resa ett monument över Johann Strauss den yngre. Förvånande nog gick det trögt med insamlingen och inte förrän 1921 kunde konstnären Edmund Hellmers Johann Strauss-Denkmal avtäckas i Wiener Stadtpark. Mellan 1902 och 1921 anordnades flera evenemang för att samla in pengar, däribland en "Konsertakademi" i Theater an der Wien den 18 februari 1908. Efter att Franz Lehár hade börjat med att dirigera Strauss Kaiser-Walzer (op. 437) framfördes enaktaren Der Götterliebling av Leo Fall. Reportern för Wiener Zeitung beskrev vad som följde sedan: "En vals från Johann Strauss dödsbo dirigerade av Kapellmästare Robert Stolz. Slutligen, andra akten av operetten Läderlappen framfördes av en lysande ensemble". Valsen beskrevs mer i detalj av Fremden-Blatt: "Senare hörde vi första framförandet [sic] av 'Odeon-Walzer' från maestrons dödsbo. Melodiskt och rytmiskt genuin Johann Strauss, dirigerad av Kapellmästare Stolz".
Odeon-Walzer var inget mindre än en nytryck av Weinbergers tidigare Jung-Wien, men utgiven under ny titel. På titelsidan av Odeon-Walzer står det att verket är reserverat för den "International Talking Machine Company", mer känt under sitt varunamn Odeon. Odeon tillkännagav själva den 15 januari 1908 att: "'Odeon-Walzer', Johann Strauss sista verk, har nyligen förvärvats av Odeon från änkan till den firade valskompositören. Under en begränsad tid kommer en kopia av noterna finnas tillgängliga för alls som köper en, två eller tre Odeon-skivor. Erbjudandet kan dras tillbaka utan notis". I april 1908 släpptes Odeon-Walzer på en dubbelsidig skiva i London. I juli samma år släpptes en längre version av valsen i Frankrike.

## Om valsen
Speltiden är ca 7 minuter och 48 sekunder plus minus några sekunder beroende på dirigentens musikaliska tolkning.

## Weblänkar
- Odeon-Walzer i Naxos-utgåvan.